# Michiel Elijzen
Michiel Elijzen (Culemborg, 31 de agosto de 1982) es un ciclista neerlandés que fue profesional entre 2002 y 2010. Es director deportivo del equipo Team DSM.

## Palmarés
2005
- 1 etapa del Triptyque des Monts et Châteaux
- 3.º en el Campeonato de los Países Bajos Contrarreloj

2007
- 2.º en el Campeonato de los Países Bajos Contrarreloj
- 1 etapa del Eneco Tour
- Dúo Normando (con Bradley Wiggins)

## Resultados en Grandes Vueltas
| Carrera | Carrera         | 2002 | 2003 | 2004 | 2005 | 2006 | 2007 | 2008 | 2009 | 2010  |
| ------- | --------------- | ---- | ---- | ---- | ---- | ---- | ---- | ---- | ---- | ----- |
|         | Giro de Italia  | —    | —    | —    | —    | —    | —    | —    | —    | 111.º |
|         | Tour de Francia | —    | —    | —    | —    | —    | —    | —    | —    | —     |
|         | Vuelta a España | —    | —    | —    | —    | —    | —    | —    | —    | —     |

―: no participa
Ab.: abandono